# Noël Burch
Noël Burch (San Francisco, 31 de janeiro de 1932) é um crítico e teórico de cinema estadunidense, estabelecido na França desde 1951; ligado aos primórdios da revista Cahiers du Cinéma e à Nouvelle Vague, é também realizador de documentários e filmes experimentais.
Burch é internacionalmente conhecido nos meios acadêmicos de cinema por seu conceito de decupagem, pelo termo Modo de Representação Institucional e por suas teorias, compiladas em obras como "Práxis do cinema" (1969), "Theory of film practice" (1981, "Teoria da prática do filme") e "La lucarne de l'infini" (1991, "A clarabóia do infinito"). Seu livro "To the distant observer" (1979, "Ao observador distante"), criticado por alguns como uma idealização da estética japonesa em prol da ideologia marxista e anti-estruturalista de Burch, permanece como a mais completa história do cinema japonês escrita por um ocidental.

## Biografia
Nos anos 1950, Burch trabalhou como assistente de direção de Preston Sturges, Michel Fano e Pierre Kast. De 1967 a 1971, criou e dirigiu o Institut de Formation Cinématographique com Jean-André Fieschi e D. Mancier. Entre 1972 e 1981 lecionou no Royal College of Art e na Slade School de Londres, no Institut des Arts de Diffusions de Bruxelas, no Department of Cinema Studies da New York University e no Department of Photography and Cinema da Ohio State University. Entre 1982 e 2000 foi Professor Residente das Universidades de Paris III e Paris VIII, bem como da Universidade da California em Santa Barbara; de 1993 a 2000 foi também professor em Lille III.
Seu trabalho como realizador abrange três linhas: (1) os filmes de história do cinema, como os realizados para as séries "Cineastes de notre temps" ("Cineastas de nossos tempos") da TV francesa (1968-70) e "What do those old films mean" ("O Que significam esses filmes velhos") da TV inglesa (1985-86); (2) os filmes experimentais, como "Le Noviciat" (1965), premiado nos festivais de Londres e Amsterdam, ou "The Impersonation", que recebeu o prêmio de melhor filme experimental no Festival de Melbourne, 1984; e ainda (3) documentários sociais e políticos, como "Aller-simple", sobre imigrantes europeus na Argentina e Uruguai no final do século XIX, ou "Red Hollywood", sobre os cineastas norte-americanos perseguidos pelo macartismo nos anos 1950.

## Filmografia
- 1998: "Cuba entre chien et louve" ou "Machos and matriarchs" (co-dir. Michèle Larue)
- 1995: "Red Hollywood" (EUA, co-dir Thom Andersen)
- 1994: "Sentimental Journey" (EUA)
- 1993: "Aller simple" ou "One Way Ticket" ou ainda "Tres historias del río de la Plata" (co-dir Nadine Fischer e Nelson Scartuccini)
- 1986: "Born Yesterday, USSR 1925-1928" (para a série "What do those old films mean")
- 1985: "Along the great divide, Great Britain 1900-1912" (para a série "What do those old films mean")
- 1985: "Under two flags, Germany 1926-1932" (para a série "What do those old films mean")
- 1985: "Not distant observers" (40 min, sobre o cinema húngaro, para a TV inglesa)
- 1983: "The impersonation" ou "A propos the disappearance of Reginald Pepper" (56 min, co-dir Christopher Mason)
- 1981: "The year of the bodyguard" (54 min, para as TVs inglesa e alemã)
- 1979: "Correction, please" ou "How we got into pictures" (Inglaterra, 56 min)
- 1970: "Tout est écrit" (co-dir Jean-André Fieschi)
- 1968: "La première vague" (sobre o cinema francês dos anos 1920, para a série "Cineastes de notre temps")
- 1970: "Rome brûle - portrait de Shirley Clarke" (para a série "Cineastes de notre temps")
- 1965: "Le Noviciat"
- 1963: "Et sur cette pierre" (curta, 16 mm)